# Priscilla Lopes-Schliep
Priscilla Lopes-Schliep (Scarborough, 26 augustus 1982) is een Canadese voormalige hordeloopster, die was gespecialiseerd in de 100 m horden. Ze nam tweemaal deel aan de Olympische Spelen en won hierbij één bronzen medaille.

## Biografie
Haar eerste succes behaalde Lopes-Schliep in 2004 door de 60 m horden te winnen op de universiteitskampioenschappen. Later dat jaar sneuvelde ze met 13,08 s in de series van de Olympische Spelen van 2004 in Athene. Het jaar erop werd ze vice-kampioene op de universiteitskampioenschappen en sneuvelde zij in de halve finale van de wereldkampioenschappen in Helsinki.
Op de Olympische Spelen van 2008 in Peking won Lopes-Schliep op de 100 m horden een bronzen medaille in een fotofinish met de Australische Sally McLellan. Beiden finishten in 12,64 achter de Amerikaanse Dawn Harper. Dit was de eerste medaille die Canada behaalde sinds de Olympische Spelen van 1996 in Atlanta.
In 2009 veroverde ze op de wereldkampioenschappen atletiek met een tijd van 12,54 een zilveren medaille op de 100 m horden. Deze wedstrijd werd gewonnen door de Jamaicaanse Brigitte Foster-Hylton, die met 12,51 haar beste seizoensprestatie verbeterde. Op de Memorial Van Damme later dat jaar moest ze, ondanks een persoonlijk record van 12,49, opnieuw genoegen nemen met een zilveren plak achter de Jamaicaanse.
In 2006 sloot Priscilla Lopes-Schliep haar studie sociologie af aan de universiteit van Nebraska-Lincoln. Sindsdien woont ze in Whitby. Zij is de nicht van Dwayne De Rosario.

## Titels
- NCAA-indoorkampioene 60 m horden - 2004

## Persoonlijke records
Outdoor
| Onderdeel    | Prestatie | Datum            | Plaats   |
| ------------ | --------- | ---------------- | -------- |
| 100 m        | 11,44 s   | 19 juli 2003     | Victoria |
| 100 m horden | 12,49 s   | 4 september 2009 | Brussel  |

Indoor
| Onderdeel   | Prestatie | Datum            | Plaats    |
| ----------- | --------- | ---------------- | --------- |
| 60 m        | 7,23 s    | 26 februari 2005 | Lincoln   |
| 200 m       | 23,50 s   | 25 februari 2006 | Lincoln   |
| 50 m horden | 6,82 s    | 21 februari 2008 | Stockholm |
| 55 m horden | 7,51 s    | 21 januari 2008  | Fresno    |
| 60 m horden | 7,82 s    | 6 februari 2010  | Stuttgart |

## Palmares

### 60 m horden
- 2010:  WK indoor - 7,87 s

### 100 m horden
Kampioenschappen
- 2008:  OS - 12,64 s
- 2009:  FBK Games - 12,87 s
- 2009:  WK - 12,54 s

Golden League-podiumplekken
- 2009:  Bislett Games – 12,78 s
- 2009:  Memorial Van Damme – 12,49 s

Diamond League-podiumplekken
- 2010:  Eindzege Diamond League
- 2010:  Qatar Athletic Super Grand Prix – 12,67 s
- 2010:  Bislett Games – 12,72 s
- 2010:  Athletissima – 12,56 s
- 2010:  DN Galan – 12,59 s
- 2010:  Aviva London Grand Prix – 12,52 s
- 2010:  Weltklasse Zürich – 12,53 s
- 2010:  Memorial Van Damme – 12,54 s